# 怪力アント
怪力アント（Atom Ant）は、アメリカ合衆国のテレビアニメ。ハンナ・バーベラ・プロダクション制作。1965年10月2日から1966年11月26日までNBCで放送。
日本では1966年3月8日 - 7月19日にNETテレビ（現・テレビ朝日）で火曜19時30分に本放送され、1967年1月8日 - 4月2日には日曜18時30分にも再放送された。後に、東京12チャンネル(現・テレビ東京)の『まんがキッドボックス』や『マンガのくに』でも再放送された。
CSでは過去にカートゥーン・ネットワークで放送されたことがある。

## 概要
キャッチフレーズは『原子の力、怪力アントだ！（Up and at 'em, Atom Ant!）』であり、原題のタイトル『Atom Ant』は、日本語で『アトム・アント』である。

## 放送形式
日本では本作を中心に、『パップちゃんとスイートおばさん』、じゃじゃ熊一家(原題 - The Hillbilly Bears)とセットで放送された。

## 登場人物
怪力アント
声 - 高橋和枝(吹替)、ハワード・モーリス→ドン・メシック(オリジナル)
本作の主人公。原子の力で空を飛ぶヒーロー。姿はヘルメットを被った蟻の子供。

## 再放送用主題歌
『鉄腕アント』
作詞：酒井喜一郎 / 作曲：橋場清 / 歌：大場ゆかり、大場るみ子
両名は、次番組『秘密探偵クルクル』の主題歌も歌った。